# Nichole M. Danzl
| 52975 Cyllarus | 12 ottobre 1998 |

Nichole M. Danzl (...) è un'astronoma amatoriale statunitense, di professione biologa.
Il Minor Planet Center le accredita la scoperta di sei asteroidi, effettuate tra il 1995 e il 1998, di cui una in collaborazione con Arianna E. Gleason e Jeffrey A. Larsen, tutte nel periodo in cui era studentessa all'Università dell'Arizona.
Le è stato dedicato l'asteroide 10720 Danzl.